# Notverordnung
Als Notverordnung wird die gesetzesvertretende Anordnung der Exekutivgewalt im Krisenfall bezeichnet. In vielen historischen und gegenwärtigen Verfassungen sind solche Instrumente regulär vorgesehen. Sind sie dagegen nicht von der bestehenden Rechtsordnung gedeckt, handelt es sich um Rechtsbruch (Verfassungskrise).
Im deutschen Sprachgebrauch bezieht sich der Begriff zumeist auf die Weimarer Reichsverfassung (WRV).

## Deutschland

### Weimarer Reichsverfassung
Wortlaut des Artikels 48 der Reichsverfassung
(2) Der Reichspräsident kann, wenn im Deutschen Reich die öffentliche Sicherheit und Ordnung erheblich gestört oder gefährdet wird, die zur Wiederherstellung der öffentlichen Sicherheit und Ordnung nötigen Maßnahmen treffen, erforderlichenfalls mit Hilfe der bewaffneten Macht einschreiten. Zu diesem Zwecke darf er vorübergehend die in den Artikeln 114, 115, 117, 118, 123, 124 und 153 festgesetzten Grundrechte ganz oder zum Teil außer Kraft setzen.

(3) Von allen gemäß Abs. 1 oder Abs. 2 dieses Artikels getroffenen Maßnahmen hat der Reichspräsident unverzüglich dem Reichstag Kenntnis zu geben. Die Maßnahmen sind auf Verlangen des Reichstages außer Kraft zu setzen.

(4) Bei Gefahr im Verzuge kann die Landesregierung für ihr Gebiet einstweilige Maßnahmen der in Abs. 2 bezeichneten Art treffen. Die Maßnahmen sind auf Verlangen des Reichspräsidenten oder des Reichstages außer Kraft zu setzen.

### Anwendung in der Weimarer Republik

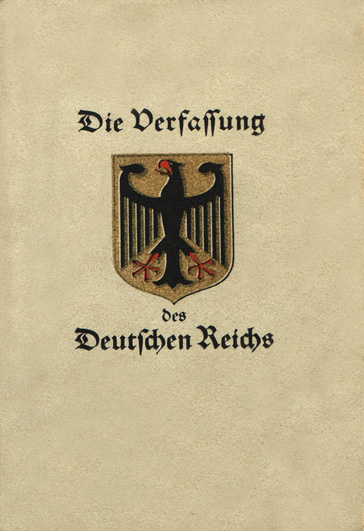
Bucheinband der Weimarer Verfassung

Die Begriffe Notverordnung und Notverordnungsrecht selbst werden in Artikel 48 WRV nicht genannt. Der Artikel gibt dem Reichspräsidenten weitreichende Möglichkeiten zur Regierung im Ausnahmezustand (siehe Präsidialkabinett).
Während in Absatz 1 des Artikels 48 WRV die Reichsexekution geregelt ist (d. h. Maßnahmen gegen die Länder des Reichs), verleiht Absatz 2 dem Reichspräsidenten außerordentliche Kompetenzen für den Ausnahmezustand. Daraus wurde in der Verfassungspraxis das Recht hergeleitet, formelle Verordnungen mit materieller Gesetzeskraft zu erlassen.
Die Verfassung sah für die Ausnahmebefugnisse eine Konkretisierung durch ein Ausführungsgesetz vor, zu dem Art. 48 Abs. 5 WRV ermächtigte. 1926 legte das Reichsministerium des Innern unter Wilhelm Külz (DDP) einen Entwurf für ein solches Reichsgesetz vor. Inhaltlich wurde die Notstandsgewalt an die bestehenden Grundrechte gebunden und die zivile Mitarbeit an der Ausnahmegewalt gestärkt, denn es wurden den militärischen Kommandeuren zivile Beauftragte an die Seite gestellt. Die nach Notstandsrecht erlassenen Anordnungen bedurften der doppelten Gegenzeichnung durch den Reichskanzler und den Reichsinnenminister. Im Fall einer Reichsexekution gegen ein Land war zudem der Staatsgerichtshof anzurufen. Im Reichswehrministerium stieß die Gesetzesvorlage auf Widerstand, vornehmlich aber beim Reichspräsidenten Paul von Hindenburg, der seine Machtfülle gefährdet sah. Die Vorlage wurde dem Reichstag konsequenterweise nicht vorgelegt. Dessen Befugnisse blieben daher sehr weit und unbestimmt.
Die Befugnisse aus Artikel 48 WRV wurden letztlich stark von konkreter Regierungspraxis, durch Entscheidungen des Staatsgerichtshofs und durch die herrschende Lehrmeinung der Staatsrechtler geprägt. Die herrschende staatsrechtliche Meinung, u. a. von Gerhard Anschütz vertreten, billigte dem Reichspräsidenten die Befugnis zum Erlass gesetzesvertretender Notverordnungen zu. Die abweichende Mindermeinung, die dem Reichspräsidenten diese Befugnis nicht einzuräumen gedachte, vertreten wurde sie vor allem von bedeutenden Staatsrechtslehrern wie Carl Schmitt, Erwin Jacobi und Hermann Heller, konnte sich dagegen nicht durchsetzen und wurde ausdrücklich aufgegeben.
Die Nationalversammlung knüpfte bezüglich des Wortlauts des Art. 48 Abs. 2 WRV mit dem tatbestandlichen Begriff einer „erheblichen Störung oder Gefährdung der öffentlichen Sicherheit und Ordnung“ an die bereits im Kaiserreich gefestigte polizeirechtliche Generalklausel an. Die Begriffe sind bis heute termini technici und gehen auf das Allgemeine Preußische Landrecht zurück. Obwohl verfassungsrechtlicher Begriff, wurde er weder judikativ noch legislativ verbindlich definiert.
Ursprünglich sollte die Notverordnungen tatsächlichen Ausnahmesituationen vorbehalten bleiben. Die zunehmende Handlungsunfähigkeit des Deutschen Reichstags führte zum politischen Kalkül, die rechtlichen Kompetenzen des Reichspräsidenten als Ersatzgesetzgebung zu nutzen. Art. 48 WRV wurde insoweit bereits unter Friedrich Ebert angewandt, so zum Beispiel am 9. November 1923 anlässlich des Hitler-Putschs. Prominentester Einsatz war dann aber der 27. März 1930, an dem die Große Koalition zerbrach und die Regierung Müller zum Rücktritt gezwungen war. Ab diesem Zeitpunkt gab es keine Regierung mehr, die sich auf eine Mehrheit im Parlament hätte stützen können; ohne Berücksichtigung des Reichstags wurde der Reichskanzler seither nur noch durch den 1925 erstmals gewählten Reichspräsidenten Hindenburg ernannt: die drei folgenden Präsidialkabinette waren zunächst die Heinrich Brünings, später Franz von Papens und Kurt von Schleichers. Schließlich folgte Adolf Hitler. Mit den Präsidialkabinetten wurde ein Bruch mit dem Parlamentarismus in Kauf genommen. Der Anteil der Notverordnungen an der (faktischen) Gesetzgebung stieg seit 1930 erheblich an. 1931 standen 34 vom Reichstag verabschiedeten Gesetzen 44 Notverordnungen gegenüber.
Dennoch konnte der Reichstag Regierungen stürzen und die Aufhebung von Notverordnungen verlangen. In Brünings Regierungszeit verhinderten dies nicht nur Regierungsparteien wie das Zentrum, sondern auch die oppositionelle SPD. Ab der Amtszeit Franz von Papen hingegen war auch die SPD für die Bekämpfung der Reichsregierung, sodass Hindenburg das Parlament zweimal auflösen ließ, um der Außerkraftsetzung von Notverordnungen zuvorzukommen. Letzten Endes gab er 1933 Papens Drängen nach, eine Koalitionsregierung unter Hitler einzusetzen.
Die Verordnung des Reichspräsidenten gegen politischen Terror galt vom 9. August 1932 bis Dezember 1932.

### Anwendung im „Dritten Reich“
Auch während der NS-Herrschaft wurde Art. 48 Abs. 2 angewandt. Er spielte vor allem in den ersten Wochen nach der Ernennung Hitlers eine wichtige Rolle; nach dem Ermächtigungsgesetz vom 24. März 1933 verlor er an Bedeutung. Zuvor war die sogenannte Reichstagsbrandverordnung vom 28. Februar 1933 erlassen worden. Auf der Grundlage des Art. 48 Abs. 2 („Maßnahmen bei Störung von Sicherheit und Ordnung“) setzte sie wesentliche Grundrechte außer Kraft und übertrug Befugnisse des Reichspräsidenten auf die neue Reichsregierung unter Hitler. Die Notverordnung wurde damit zur normativen Grundlage der nationalsozialistischen Diktatur, zum „Freibrief des Dritten Reiches“. Dennoch galt auch nach dem Einsatz von Art. 48 Abs. 2 weiterhin offiziell die Weimarer Reichsverfassung.

### Notverordnungen in der Bundesrepublik
Der Artikel 119 des Grundgesetzes erlaubte der Bundesregierung, Notverordnungen in Flüchtlingsangelegenheiten zu erlassen („Verordnungen mit Gesetzeskraft“, zeitgenössisch tatsächlich auch Notverordnungen genannt). Diese Befugnis war eine Übergangsbestimmung, da das Themengebiet zu dringlich war, um auf das Bundesvertriebenengesetz zu warten, und besteht seit dessen Inkrafttreten nicht mehr. – Im Übrigen kennt die bundesdeutsche Verfassungsordnung keine Notverordnungen; Gesetze des Bundesrates im Gesetzgebungsnotstand und solche des Gemeinsamen Ausschusses im Verteidigungsfall werden als „Gesetze“ bezeichnet, wenngleich sie ebenfalls bestimmten Beschränkungen unterliegen.

## Österreich

### Anwendung in der Habsburgermonarchie
Als „Notstandsparagraph“ galt in der Dezemberverfassung von 1867 der Paragraph 14 des Staatsgrundgesetzes über die Reichsvertretung, welcher bei Sistierung (‚Stillstellung‘) des Parlaments der Habsburgermonarchie mehrmals in Anspruch genommen wurde.
Mark Twain verfasste im Zuge seines Österreichbesuchs (1897–99) diesbezüglich den Text Government by Article 14 („Regieren mit Paragraph 14“). Auch Karl Kraus äußerte sich häufig und kritisch zu diesem Paragraphen und nannte ihn „das dem Staate angelegte Verfassungsbruchband“.

### Notbestimmungen in der Republik Österreich
Siehe Kriegswirtschaftliches Ermächtigungsgesetz und Notbestimmungen der Österreichischen Bundesverfassung

## Schweiz
Der Bundesrat kann Verordnungen (Notverordnungen) und Verfügungen (Notverfügungen) erlassen, um Gefahren, die die öffentliche Ordnung oder die innere oder äußere Sicherheit gefährden könnten, abwenden zu können (Art. 185 Abs. 3 BV). Solche Verordnungen sind zu befristen (Art. 185 Abs. 3 BV; siehe auch Art. 7d RVOG). Damit der Bundesrat Verordnungen dieser Art erlassen kann, müssen abgesehen von den allgemeinen Schranken staatlichen Handelns (wie Verhältnismäßigkeit und öffentliches Interesse) gewisse Voraussetzungen erfüllt sein. So muss die öffentliche Ordnung in bedeutendem Masse gestört oder unmittelbar durch eine ernsthafte Gefahr bedroht sein. Es muss zudem eine zeitliche und sachliche Dringlichkeit vorliegen, die den Erlass entsprechender Vorschriften im ordentlichen Gesetzgebungsverfahren ausschließt (siehe auch: Notrecht).